# Grasleben
Grasleben ist eine Gemeinde im Landkreis Helmstedt in Niedersachsen (Deutschland). Die Gemeinde Grasleben ist Mitgliedsgemeinde der Samtgemeinde Grasleben.

## Geographie

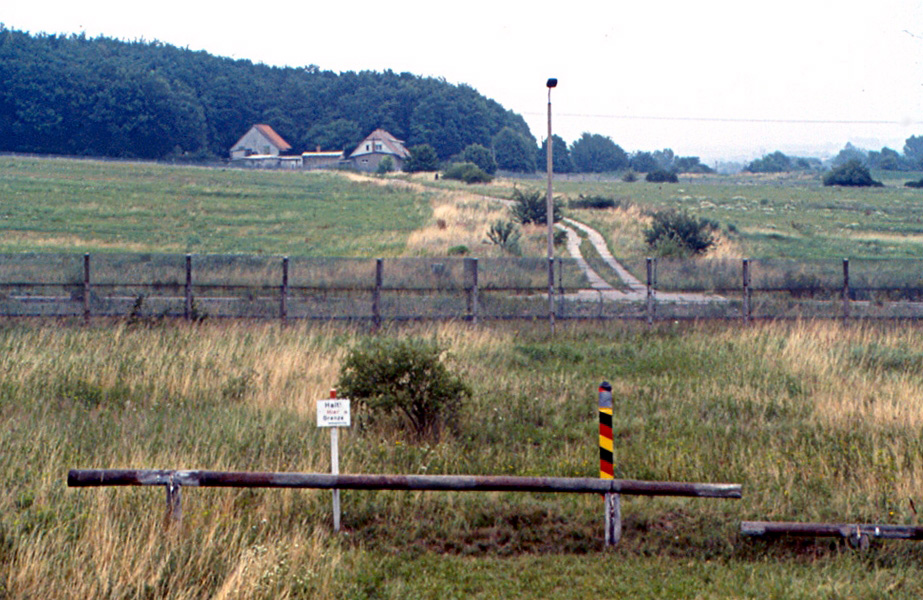
Innerdeutsche Grenze bei Grasleben (Juli 1989)

Die Gemeinde Grasleben liegt 13 Kilometer nördlich der Kreisstadt Helmstedt im Naturpark Elm-Lappwald. Die östliche Gemeindegrenze zur Stadt Oebisfelde-Weferlingen ist zugleich die Kreisgrenze zum Landkreis Börde und Landesgrenze zu Sachsen-Anhalt. Bis zur deutschen Wiedervereinigung 1990 war sie Teil der Innerdeutschen Grenze.
Zu Grasleben gehört der Ortsteil Heidwinkel.

## Geschichte
Die erste urkundliche Erwähnung Graslebens ist um 1150 in einem Güter- und Abgabenverzeichnis des Klosters St. Ludgeri vor Helmstedt nachgewiesen. Die Geschichte Graslebens wurde maßgeblich durch die Nachbarschaft zum Kloster Mariental beeinflusst, zu dessen Besitz Grasleben lange gehörte. 1830 wurde die Kirche ohne Turm gebaut, der später davorgesetzt wurde. Das Salzbergwerk diente unter den Nationalsozialisten als Depot für Archivalien, etwa Schallfolien mit Tonmitschnitten von Sitzungen des Reichstags der Weimarer Republik.

### Ortsname
Alte Bezeichnungen des Ortes sind um 1150 Graseslove, 1191 Graslove, um 1191 Graselowe, 1197 Graslove, 1225 Grasleve und ca. 1226 Grasleve. Der Ortsname setzt sich aus dem alten Vornamen „Graso“ und „-leben“, niederdeutsch „-leve“, also „Hinterlassenschaft, Erbe“, zusammen. Der alte Vorname ist aber nur schwer zu fassen; daher ist vielleicht ein anderer Ansatz vorzuziehen: „Hlaiw“ bedeutet „Hügel“, also wäre auch die Bedeutung „Grashügel“ möglich.
Ein Kuriosum ist, dass der Ortsname rückwärtsgelesen das Wort Nebelsarg ergibt.

## Politik

### Gemeinderat
Der Rat der Gemeinde Grasleben setzt sich aus 13 Ratsmitgliedern zusammen.
2021–2026
| Gemeinderat 2021Insgesamt 13 Sitze - SPD: 3 - BLG: 1 - FWfG: 3 - FDP: 1 - CDU: 5 | Gemeinderatswahl 2021Wahlbeteiligung: 56,1 % 403020100 37,51 %23,91 %21,26 %10,96 %6,37 % CDUSPDFWfGcBLGdFDPAnmerkungen:c Freies Wählerbündnis für Graslebend Bürgerliste Grasleben |

CDU und FDP bilden eine Gruppe. Des Weiteren kooperieren SPD, FWfG und BLG.
2016–2021
- CDU: 7 Sitze
- Bürgerliste Grasleben: 5 Sitze
- Einzelwahlvorschlag: 1 Sitz

(Stand: Kommunalwahl 11. September 2016)

### Bürgermeister
Vom Rat wurden gewählt:
- zum ehrenamtlichen Bürgermeister Carsten Strauß (SPD)[8]
- zum ehrenamtlichen Gemeindedirektor Gero Janze (Samtgemeindebürgermeister)

(Stand: konstituierende Ratssitzung November 2021)

### Wappen
Blasonierung: „In Silber ein grüner Schräglinksbalken, belegt mit einem silbernen Salzhaken.“

## Wirtschaft und Infrastruktur

### Wirtschaft

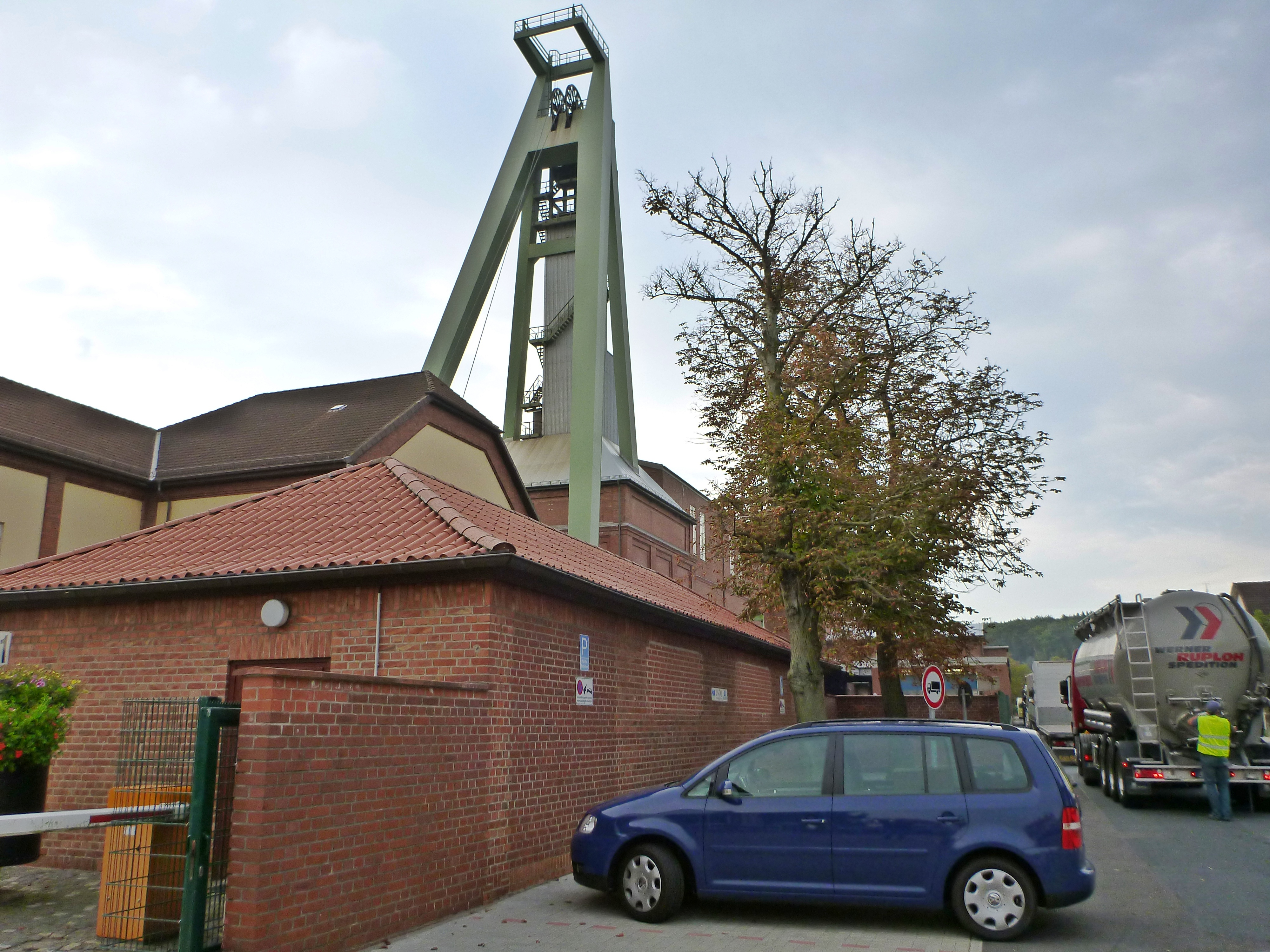
Fördergerüst Schacht 1 des Steinsalzwerks Braunschweig-Lüneburg

Bis in die 1990er-Jahre stellte die Allerthal-Werke AG in Grasleben Gummiwaren her; Später wurde der Unternehmenssitz nach Köln verlegt. In Grasleben befindet sich das zu K+S gehörende aktive Steinsalzwerk Braunschweig-Lüneburg, in dem Speise-, Auftau- und Industriesalz gefördert wird.
Im Jahre 2006 wurde in unmittelbarer Nähe des Salzbergwerkes eine Biogasanlage errichtet. Das K+S-Werk ist Abnehmer der von der Anlage erzeugten Wärme. Derzeit gibt es Überlegungen für weitere Biogasanlagen, um weitere Firmen, Großeinrichtungen oder sogar Wohngebiete mit der erzeugten Wärme zu versorgen. Weiterhin wird in Grasleben Quarzsand abgebaut und die Firma Sport-Thieme, ein großer Sportartikel-Versender mit Vertretungen im europäischen Ausland, hat in Grasleben ihren Hauptsitz.

### Verkehr
Grasleben ist durch die Kreisstraße 50 und 56 sowie mit der Landesstraße 651 verbunden. Bis zur Autobahn 2 sind es nur 6 Kilometer südlich, Auffahrt Helmstedt-West. Grasleben liegt an der ausschließlich von Güterzügen befahrenen Bahnstrecke Helmstedt–Oebisfelde.

## Religionen

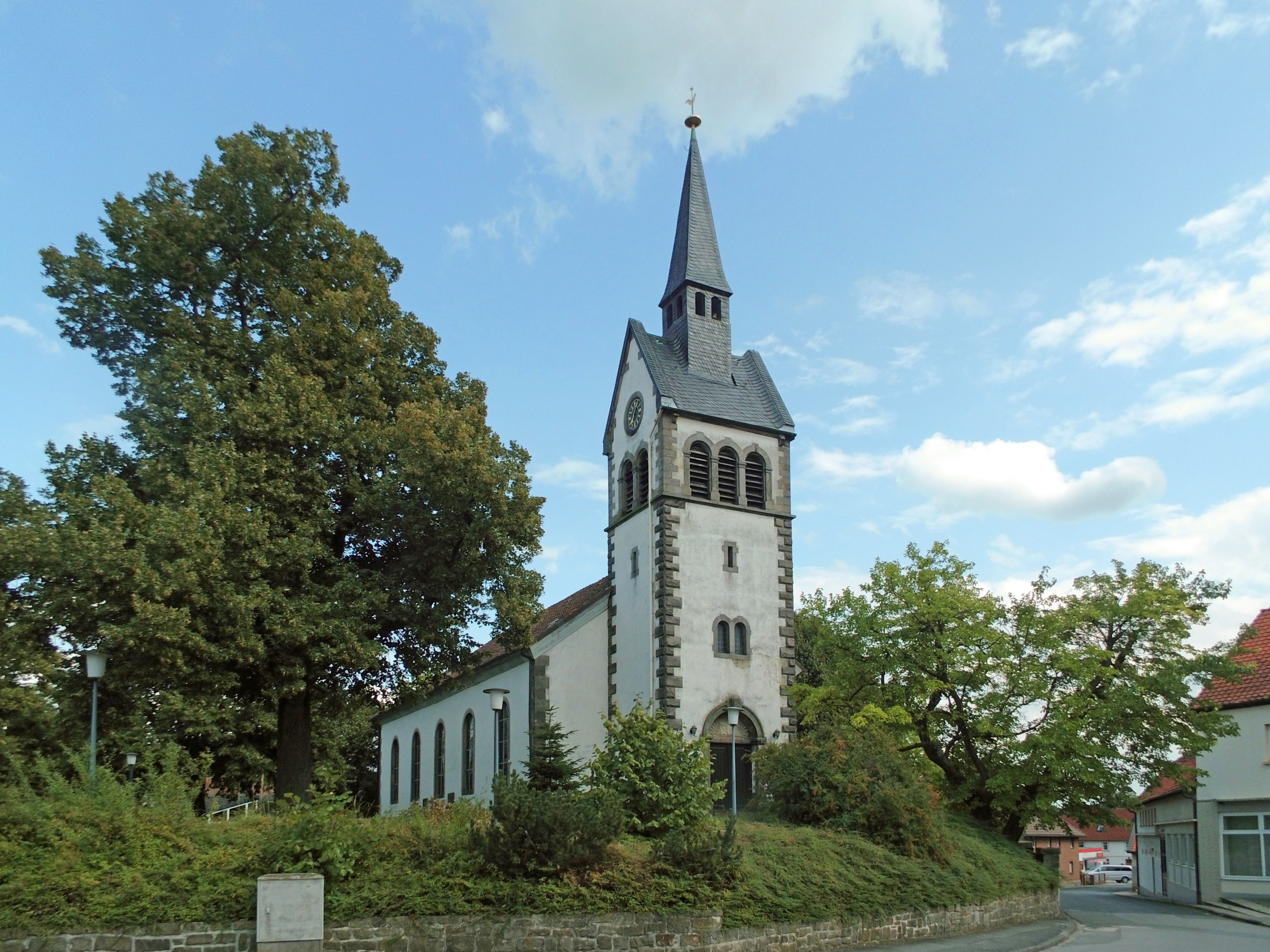
Evangelische Kirche St. Maria

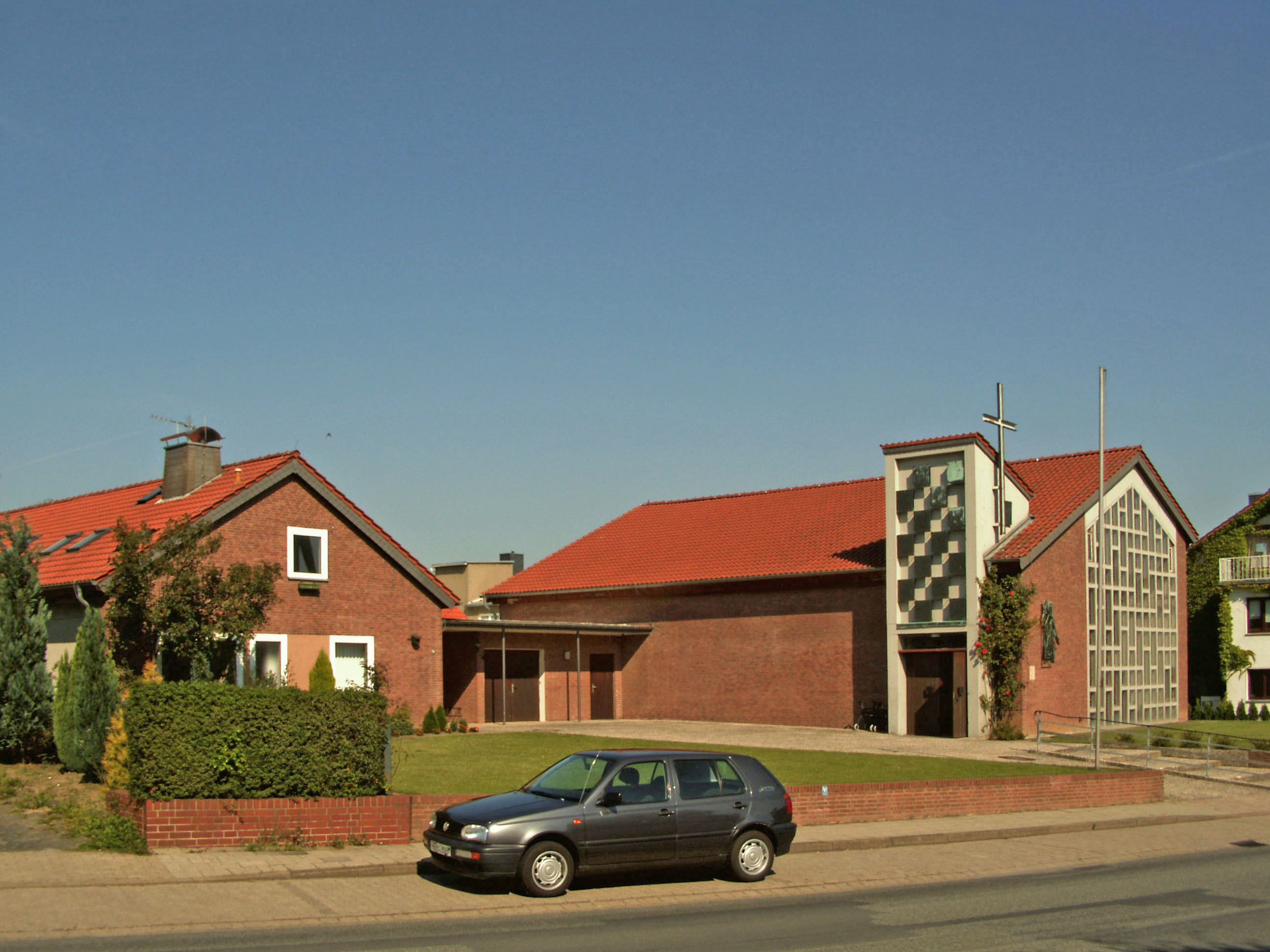
Katholische Kirche St. Norbert

Die evangelisch-lutherische Kirche St. Maria von 1830 befindet sich an der Kirchstraße, sie ist die nördlichste Kirche der Propstei Helmstedt. Die neben der Kirche befindliche Kindertagesstätte Abenteuerland liegt inzwischen in Trägerschaft des Ev.-luth. Propsteiverbandes Braunschweiger Land.
Die katholische Kirche St. Norbert von 1961 befindet sich an der Helmstedter Straße. Heute gehört die Kirche zur Pfarrgemeinde St. Ludgeri in Helmstedt. Zur Kirchengemeinde gehört auch der neben der Kirche befindliche Kindergarten.

## Persönlichkeiten
- Ruth Baldor (1899–1988), Schauspielerin
- Hans-Christian Pilster (1914–1989), Generalmajor des Heeres der Bundeswehr und Abteilungsleiter im Bundesnachrichtendienst